# سكوت كرشتون
سكوت كرشتون (بالإنجليزية: Scott Crichton)‏ هو لاعب كرة قدم أمريكية أمريكي، ولد في 30 أكتوبر 1991 في تاكوما في الولايات المتحدة.

## وصلات خارجية
- سكوت كرشتون على موقع إي إس بي إن.كوم (أن.أف.أل)3
- سكوت كرشتون على موقع مرجع كرة القدم المحترفة.كوم (الإنجليزية)
- سكوت كرشتون على موقع كلية كرة القدم في سبورتس رفرنس.كوم (الإنجليزية)